# دربند صحنه
سراب صحنه در شمال شهر صحنه و در محلی به نام دربند واقع شده که مزارع صحنه را آبیاری می‌کند و در کنار این سراب آبشاری زیبا وجود دارد که آب آن با فشار زیاد از شکاف کوهی بیرون می‌ریزد و این آبشار در فصل بهار از مکان‌های دیدنی و زیبای صحنه محسوب می‌شود.

## سفرنامه ناصرالدین شاه
ناصرالدین شاه قاجار در سفری که در سال ۱۲۸۷ ه. ق به عتبات عالیات داشته از صحنه که در مسیرش بوده می گوید:
«قریه صحنه خالصه است و آبادی زیادی دارد جمعیت این قریه ۵۰۰ خانوار می شود باغ و اشجارش زیاد است از دره بالای ده آبی جاری است که باغات و بیوتات و زراعت این قریه را مشروب می کند اما راه این دره بسیار سخت و تنگ است. دخمه کیکاوس در همین دره بغل سنگی است که در آن عصر حجاری کرده اند و راه آمد و شد ندارد و من از دور دخمه را با دوربین ملاحظه کردم.»

## چهار چشمه
چهارچشمه ( به کردی: چوار کینی یا چوار کانی) سرچشمه اصلی سراب دربند است که از چهار چشمه‌ی اصلی و تعدادی زیادی چشمه کوچکتر تشکیل شده، در قسمت شمالی آبشار در میان شکاف سنگ ها قرار دارد و خود به تنهایی یکی از مکان‌های زیبا و دیدنی دربند است. 
آب چهارچشمه بعد از طی مسافتی بیش از ۵۰۰ متر به بلندی پشت آبشار اصلی رسیده و در آنجا آبشار بسیار زیبا و دیدنی که ارتفاع آن به ۱۲ متر می‌رسد را به وجود آورده است.
نیمی از آب چهارچشمه برای استفاده آب شرب اهالی شهر که در قسمت شمالی شهر صحنه اسکان دارند مورد استفاده قرار می گیرد و نیمی دیگر از آب آن در مسیر خود بسیاری از درختان گردو، گیلاس، انجیر، گلابی و درخت های غیرمثمر را آبیاری کرده و مناظری بسیار زیبا و دلنشین را به وجود آورده است.